# سوسه (لیبی)
سوسه (به عربی: سوسة) یک منطقهٔ مسکونی در لیبی است که در استان جبل‌الاخضر واقع شده‌است. سوسه ۷٬۹۹۹ نفر جمعیت دارد.